# Bob Rozakis

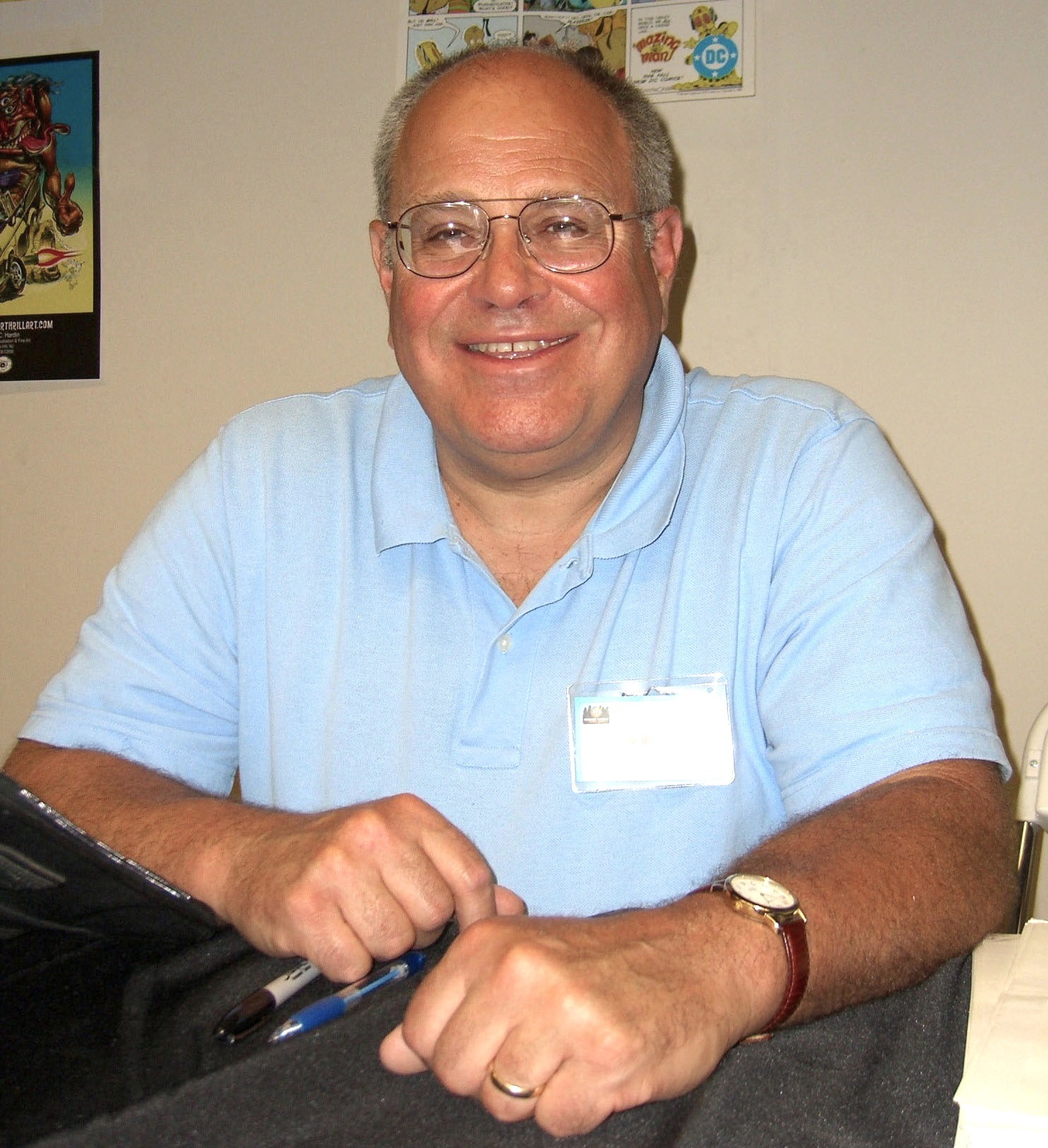
Bob Rozakis (2011)

Robert H. „Bob“ Rozakis (* 4. April 1951) ist ein US-amerikanischer Comicautor und Verlagsredakteur.

## Leben
Rozakis, dessen bekannteste Arbeiten in die 1970er- und 1980er-Jahre datieren, ist seit den 1970ern als Autor und Editor zahlreicher bekannter Comicserien tätig. Neben seiner Arbeit als Autor – Rozakis schrieb unter anderem für die Abenteuerserie Hero Hotline sowie den Superheldenklassiker Batman – leitete er von 1981 bis 1998 die Fertigungsabteilung des Verlages DC-Comics, die mit der technischen Produktion der vom Verlag herausgegebenen Comichefte betraut ist. In dieser Eigenschaft setzte Rozakis unter anderem die Einführung von computerbasierter Colorierung sowie Variierung der materiellen Produktpalette, die so vom hergebrachten Standardcomicheft um das Prestigeformat, das "High gloss"-Format und weitere Fertigungsvarianten erweitert wurde.
Rozakis ist mit der Autorin Laurie Rozakis verheiratet.